# 103. Sinfonie (Haydn)
Die Sinfonie Nr. 103 in Es-Dur (Hob. I:103) komponierte Joseph Haydn im Jahr 1795. Das Werk gehört zu den berühmten Londoner Sinfonien und trägt den Beinamen „mit dem Paukenwirbel“.

## Allgemeines

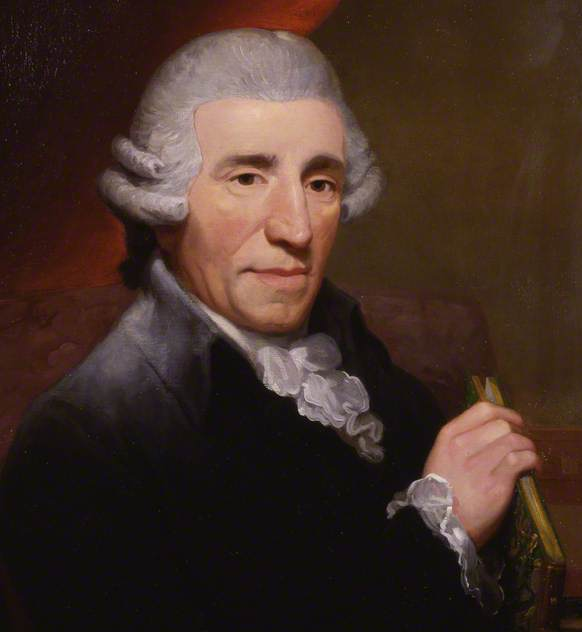
Franz Joseph Haydn (1732–1809)

Die Sinfonie Nr. 103 komponierte Haydn im Jahr 1795 im Rahmen der zweiten Londoner Reise für die Konzertreihe der „Opera Concerts“. Es ist Haydns vorletzte Sinfonie. Die Uraufführung fand am 2. März 1795 im King’s Theatre in London statt. Hierzu berichtet der Morning Chronicle vom 3. März 1795:

„Wieder wurde eine neue Symphonie vom produktiven und bezaubernden HAYDN aufgeführt; die, wie gewöhnlich, fortwährende Geistesblitze aufweist sowohl in der Melodik wie in der Harmonik. Die Langsame Einleitung erregte höchste Aufmerksamkeit, das Allegro betörte.“

Der Beiname mit dem Paukenwirbel stammt nicht von Haydn, sondern leitet sich vom ungewöhnlichen Beginn der Sinfonie ab: Hier hat Haydn eine ganztaktige Note mit Fermate für die Pauke notiert und mit „Intrada“ überschrieben. Angaben zur Lautstärke fehlen im Autograph, was dazu geführt hat, dass das Paukensolo unterschiedlich interpretiert wird: Dies betrifft zum einen die Lautstärke, die in der Regel als An- und Abschwellen ausgeführt wird, wobei sich in den verschiedenen Ausgaben jedoch auch Angaben vom Pianissimo bis hin zum Fortissimo finden. Zum anderen wird das Solo zwar in der Regel als Wirbel interpretiert, der Begriff „Intrada“ lässt jedoch je nach Standpunkt auch Spielraum für eine Improvisation des Paukenspielers.
Der italienische Komponist Luigi Cherubini, der Haydn sehr verehrte, besuchte den Komponisten am 24. Februar 1806 in Wien. Haydn schenkte ihm die Handschrift der Sinfonie Nr. 103 und schrieb als Widmung auf die Titelseite den Zusatz „Vater des berühmten Cherubini“ („Padre del celebre Cherubini“).
Folgende Elemente, die teilweise bereits in Richtung der Romantik deuten, sind bei dieser Sinfonie hervorzuheben:
- die raschen Wechsel von Klangfarben, Stimmungen und Tempi (z. B. erster Satz: Dynamikwechsel und Einschub der langsamen Einleitung, zweiter Satz: Wechsel von Moll und Dur).
- die Verschränkung von Einleitung (mit einem ausdrücklichen Thema) und Kopfsatz bis hin zur wörtlichen Wiederaufnahme der Einleitung. Ein derartiges, wörtliches Aufgreifen hatte es bis dahin in einer Sinfonie nicht gegeben.[5][6]
- die Verwendung von volksliedhaften Melodien.
- die „Aufwertung“ des langsamen Variations-Satzes von der technischen „Spielerei“ der Frühklassik zur Ausdruckskunst der Romantik.[7]
- die Tendenz zur Auflösung der „traditionellen“ Formen wie Sonate oder Rondo im Finale, das zudem mit einem „romantischen“ Eröffnungsruf der Hörner beginnt[8] (siehe dazu auch die folgenden Literatur-Zitate).

Das Werk wird in der Literatur aufgrund von Gegensätzlichkeiten / Parallelen teilweise als „Schwesterwerk“ zur Sinfonie Nr. 104 angesehen und insbesondere auf seine in Richtung der Romantik wirkenden Strukturen hervorgehoben:

„Wenn man (…) den langsamen Satz (…) hört, kann man Unerfahrene staunen machen: „Ist das von Brahms, ist es Mendelssohn oder ein unbekannter Mahler?“ Denn diese Synthese von einem Volkslied und einem gedämpft hinstelzenden Marsch, mit ihrer sich selbst aufhebenden Plumpheit, ist von so fremdartiger Harmonik und neuer Instrumentierung durchtränkt, dass sie wie spätromantische oder neuromantische Musik klingt.“

„In diesem Werk wird Haydns Entwicklung klar: Welcher Weg von den frühen, spielerischen, noch ganz im Banne des höfischen Rokokos stehenden Sinfonien zu diesen letzten Kompositionen, in denen sich tieferer Gefühlsausdruck abzuzeichnen beginnt! Unleugbar ist es der Einfluss der Epoche, der sich hier auswirkt, Vorahnungen des romantischen Subjektivismus, der Stimmungsmahlerei, die sehr bald von der Musik Besitz ergreifen wird.“

„Doch die Krone der Symphonie ist das Finale, eine der ingeniösesten Formerfindungen Haydns überhaupt. Ist es ein Rondo, eine Sonatenform oder irgendein anderes „Schema“? Nein, es ist der Versuch, auf drei verschiedenen Wegen zum Abschluss zu kommen. (…) Wie sich hier Buffo-Tonfall, kontrapunktische Meisterschaft und strengste thematische Integration miteinander verbinden, ohne dass die Musik ins Schwitzen käme, das gehört zu den Geheimnissen Haydns (…).“

„Die Es-Dur-Symphonie (…) ist Haydns radikalster Versuch einer Verschränkung von langsamer Einleitung und Allegro auf mehreren Ebenen, und sie ist zugleich diejenige Symphonie, in der volksmusikalische Töne die größte Rolle spielen. (...) Die Formkategorien Rondo, Sonatensatz und Sonatenrondo verlieren hier ihren Sinn; die wichtigsten Formzäsuren (…) werden durch das Thema mit dem Hornruf markiert, alles andere ist thematische Arbeit.“

## Zur Musik

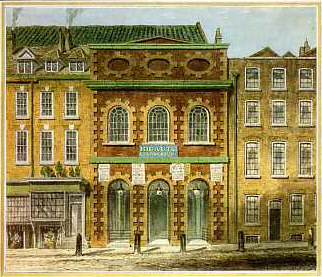
King’s Theatre am Haymarket

Besetzung: zwei Flöten, zwei Oboen, zwei Klarinetten, zwei Fagotte, zwei Hörner, zwei Trompeten, Pauken, zwei Violinen, Viola, Cello, Kontrabass. Zahlreiche Quellen belegen, dass Haydn seine Sinfonien bei den Londoner Konzerten anfangs vom Cembalo und ab 1792 vom „Piano Forte“ leitete, wie es der damaligen Aufführungspraxis entsprach. Dies deutet auf den Gebrauch eines Tasteninstrumentes (also Cembalo oder Fortepiano) als Continuo in den „Londoner Sinfonien“.
Aufführungszeit: ca. 30 Minuten.
Bei den hier benutzten Begriffen der Sonatensatzform ist zu berücksichtigen, dass dieses Modell erst Anfang des 19. Jahrhunderts entworfen wurde (siehe dort). – Die hier vorgenommene Beschreibung und Gliederung der Sätze ist als Vorschlag zu verstehen. Je nach Standpunkt sind auch andere Abgrenzungen und Deutungen möglich.

### Erster Satz: Adagio – Allegro con spirito
Adagio : (c-Moll), 3/4-Takt, Takt 1–39
Nach dem ganztaktigen Paukensolo setzt ein sechstaktiges, düster-getragenes Thema im Bass (Fagott, Cello, Kontrabass) ein, dessen Beginn an das „Dies irae“ erinnert und mit einer zweitaktigen Wendung aus zwei halben Noten abgeschlossen wird.

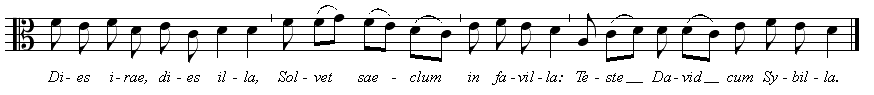
Beginn des Dies Irae

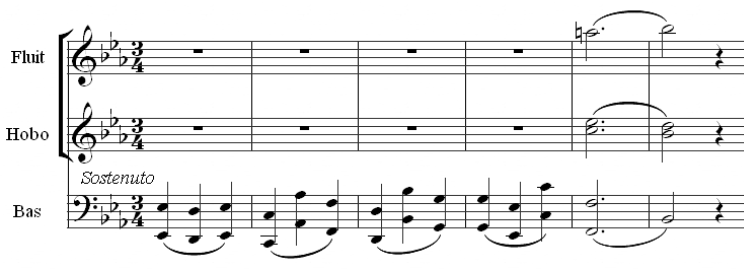
Beginn der Einleitung

Haydn nimmt dabei von der sonst üblichen Oktavführung von Cello und Kontrabass Abstand, indem er den Kontrabass eine Oktave höher als das Cello notiert, wodurch ein besonderer Unisono-Klang entsteht. Das Thema wird dann dreimal in Varianten wiederholt, wobei die Schlusswendung zwischen B-Dur und Es-Dur wechselt. Die Passage ab Takt 28 ist durch Chromatik geprägt und lässt die Einleitung im Wechsel von As und G auslaufen. Mit Ausnahme der Akzente am Ende steht das Adagio, das Haydns längste Sinfonie-Einleitung darstellt, durchweg im Piano.
Allegro con spirito: Es-Dur, 6/8-Takt, Takt 40–228
Der Satz beginnt piano mit dem tänzerischen ersten Thema in den Streichern, das durch zweifache Tonrepetition und eine kleine Sekunde gekennzeichnet ist und durch seinen fröhlichen Charakter („mousierend wie Champagner“) einen starken Kontrast zur dunklen Einleitung bildet. Der viertaktige Hauptgedanke (bestehend aus „Frage“ und „Antwort“) wird eine Oktave tiefer wiederholt und geht ab Takt 47 im Forte-Tutti in die Überleitung über. Hier greift Haydn auf Material des Themas zurück (Themenkopf, Tonrepetition), stellt dieses in unterschiedlichen Schattierungen dar und wechselt dabei zur Dominante B-Dur. Auffällig ist eine chromatische Forzato-Passage (Takt 67 ff.); daneben tritt – unscheinbar – das Thema der Einleitung in den Violinen mit neuem Rhythmus (Takt 73/74) auf.
Auch das zweite Thema (Takt 79 ff.) ist tänzerisch und erinnert im Charakter an einen Walzer. Den ersten Takt des Themas kann man sich vom zweiten Takt des Einleitungs-Themas abgeleitet denken. Die Figur von Takt 3 des Themas mit charakteristischem Rhythmus verselbständigt sich und führt recht abrupt in die kurze Schlussgruppe, die zudem durch Synkopen rhythmisch aufgelockert ist. Die Exposition wird wiederholt.
Die Durchführung (Takt 94–158) beginnt mit imitatorischem Auftreten von Elementen des ersten Themas, wobei zunächst der Kopf und dann die Schlusswendung durch die Streichinstrumente geführt werden. Ab Takt 104 tritt zudem ein neues Motiv in Flöte und Oboe dazu. Eine Steigerung führt bis zum Forte, bricht dann jedoch mit Akkordschlägen auf G-Dur ab. Getrennt durch eine Generalpause, beginnt dann der Bass mit dem Einleitungs-Thema (ohne das Tempo zu verändern), das allmählich eine gleichmäßige Begleitfigur bildet, überlagert von chromatischen Floskeln der Violinen. Eine erneute Steigerung bis zum Forte bleibt in Staccato-Achteln hängen, die jedoch mit abruptem Wechsel zum Piano in den Kopf vom Hauptthema übergehen. Dieser führt – unterbrochen von einer erneuten, unerwarteten Generalpause – im Piano von As-Dur zum Auftritt des zweiten Themas in Des-Dur. Der zweite Teil des Themas führt nochmals in eine Steigerung, diesmal bis zum Fortissimo, die als B-Dur-Septakkord endet.
Die Reprise (Takt 158 ff.) beginnt wie üblich mit dem ersten Thema in der Tonika Es-Dur, und auch Überleitung und zweites Thema (nun ebenfalls in Es und mit gegenstimmenartigem, versetztem Oboeneinsatz) entsprechen strukturell weitgehend der Exposition. Anstelle der Schlussgruppe folgt jedoch ein „katastrophenhaftes fortissimo-Tutti“, die anschließende Akzent-Passage verhaucht als ersterbende Figur der 1. Violine und Streicherakkorden im Piano. Von Takt 201 bis 212 folgen nun als kontrastierender, düster-geheimnisvoller Einschub die ersten zwölf Takte des Adagio (im Originaltempo) inklusive Paukensolo. Ebenso abrupt wie diese Eintrübung wechseln Tempo und Stimmung dann wieder zurück in die codaartig erweiterte Schlussgruppe mit dem Kopf vom ersten Thema.

### Zweiter Satz: Andante più tosto Allegretto
c-Moll / C-Dur, 2/4-Takt, 198 Takte
Das Andante stellt einen Doppel-Variationssatz dar, wie ihn Haydn auch in anderen langsamen Sinfoniesätzen benutzte (z. B. bei der Sinfonie Nr. 63). Die beiden einprägsamen Themen in c-Moll bzw. C-Dur werden jeweils hintereinander vorgestellt bzw. variiert. Sie tragen einen marschartig-liedhaften Charakter, wobei man das zweite Thema als pentatonisch getönte Dur-Variante des ersten interpretieren kann. Ob Haydn hierbei auf ganz bestimmte (kroatische) Volkslieder zurückgegriffen hat, ist nicht sicher nachgewiesen, jedoch sind die Anklänge an ungarische / kroatische Volksmusik v. a. im ersten Thema durch die Zigeunertonleiter deutlich. Der Satz musste bei Uraufführung am 2. März 1795 wiederholt werden.
Gliederungsübersicht:
- Vorstellung von Thema 1 (Takt 1–26): c-Moll, mit 8 + 18 Takten, C-Dur, trauermarschähnlich gehend, mit charakteristischem übermäßigen Sekundschritt Es – Fis.
- Vorstellung von Thema 2 (Takt 27–50): C-Dur, mit 8 + 16 Takten, Kontrast zu Thema 1 durch Dur, Forte und Tutti-Einsatz, Thema 2 ist zu Thema 1 verwandt (s. o.); stimmführend sind Violinen und Oboen, zweiter Teil mit „jubelnden“ Trillern.
- Variation 1 von Thema 1 (Takt 51–84): c-Moll, mit klagenden Einwürfen von Oboe, Flöte und Fagott, ab Takt 74 Stimmführung in Fagott / Viola.
- Variation 1 von Thema 2 (Takt 85–108): C-Dur, Solovioline umspielt das Thema.
- Variation 2 von Thema 1 (Takt 109–134): c-Moll, geprägt durch den Wechsel von piano (Streicher) und forte / fortissimo (Tutti), „Militärmarsch“[16]
- Variation 2 von Thema 2 (Takt 135–160): C-Dur, idyllischer Beginn mit stimmführenden Oboen und Flöten-Girlanden, zweiter Teil fanfarenartig-festlich.
- Coda (Takt 161 ff.): verhaltener Beginn mit Thema 2, verhaucht im Pianissimo, dann unerwartete Wendung nach Es-Dur (Grundtonart der übrigen Sätze) und Steigerung zum Fortissimo, Holzbläserpassage im Piano, strahlendes Ende in C-Dur mit Pauken- und Basswirbel.

### Dritter Satz: Menuet
Es-Dur, 3/4-Takt, 48 + 32 Takte
Wie auch die vorigen Sätze, zeigen die Hauptthemen im Menuett und Trio Anklänge an (hier österreichische) Volksmusik. Die Hauptmelodie des Menuetts ist durch Vorschlagsfiguren und „stampfende“ Betonungen des Taktes gekennzeichnet, während das mehr kammermusikalische Trio (ebenfalls in Es-Dur) ländlerartige Züge trägt und durch die hervortretende Rolle der Bläsergruppe (insbesondere die beiden konzertierenden Klarinetten und das Fagott, zudem Hörner begleitend) eine charakteristische Klangfarbe bekommt.
Die in den vorigen Sätzen aufgetretenen Kontraste finden sich als „Verfremdung“ des Materials auch im Menuett: Zu Beginn des zweiten Teils vom Menuett durch Erreichen der harmonisch fernen Tonarten Ces-Dur und Ges-Dur sowie durch Imitation, zu Beginn des zweiten Teils des Trios durch chromatisches Aufgreifen des Tonrepetitions-Motivs.

### Vierter Satz: Finale. Allegro con spirito
Es-Dur, 2/2-Takt (alla breve), 399 Takte

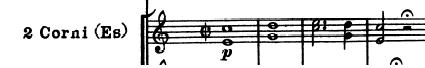
Das Hornsignal

Der Satz eröffnet mit einem Signal der beiden Hörner (ähnlich beim Schlusssatz der Sinfonie Nr. 59), in dessen Wiederholung hinein die Violinen gegenstimmenartig das scheinbar einfache Hauptthema vorstellen, das angeblich auf ein kroatisches Volkslied zurückgeht. Der Hornruf erhält hierbei noch eine „Antwort“ in den Klarinetten, die sich an den zweiten Teil des Streicher-Themas anpasst. Das Streicher-Thema wird in der Folge auf vielfache Art harmonisch, rhythmisch und in der Instrumentierung verändert, erweitert, verkürzt und in seinen Elementen immer wieder neu kombiniert:
In der Passage bis Takt 72, die (fast) durchweg im Piano gehalten ist, werfen sich die Streicher die Elemente des Themas zu, begleitet von ausgehaltenen Tönen je eines Holzblasinstrumentes (Oboe, Fagott, Klarinette). In Takt 45 wird das achttaktige Thema inklusive des Bläsersignals nochmals aufgegriffen; die Weiterführung in den Streichern ist ähnlich der ersten, aber variiert. Beim ersten Einsatz des ganzen Orchesters im Forte in Takt 73 ist das Eröffnungsmotiv dominant. Das weitere Geschehen basiert wiederum auf thematischer Arbeit mit Elementen des Hauptthemas. Haydn wechselt dabei mit virtuosen Achtelläufen und einem Fortissimo-Ausbruch zur Dominante B-Dur. Diese hat sich mit Erreichen einer Piano-Passage (Takt 107 ff.) etabliert, in der zunächst Bass, dann Oboe und Flöte den Themenkopf über einer teppichartig-schwebenden Tonrepetitionsbegleitung der Violinen / Viola vortragen. Bei der Wiederholung spinnt der Bass das Motiv mit lyrischer Molltrübung fort. In Takt 134 setzt abrupt im Forte die „lärmende“ Schlussgruppe mit Akkordmelodik auf B-Dur ein, die mit Wechsel zum Piano (Takt 146) nahtlos in die „Durchführung“ übergeht.
Die Piano-Passage hat einen überleitenden Charakter und endet „offen“ als B-Dur-Septakkord, gefolgt von einer Generalpause. Da Haydn anschließend wieder mit dem Themeneinsatz und dessen Fortspinnung entsprechend dem Satzanfang einsetzt (allerdings ohne das Hornsolo), entsteht beim Hören zunächst der Eindruck, als würde die Exposition wiederholt. Erst mit Beginn des Forte-Abschnittes (Takt 182 ff.), der den Themenkopf weiter verarbeitet, wird klar, dass man sich bereits in der „Durchführung“ befindet, die sich vom strukturellen Ablauf jedoch an die Exposition anlehnt: Eine Akzent-Passage des Tonrepetitionsmotivs (Takt 208 ff.) führt nach Des-Dur, in dem nun die Piano-Passage analog Takt 107 ff. vorgestellt wird. Diese wechselt bei der Wiederholung mit dem lyrischen Bassmotiv nach F-Dur. Entsprechend der Exposition folgt dann (Takt 247 ff.) die Schlussgruppe als Variante, die jedoch mit Akkordschlägen auf G-Dur abbricht, wiederum gefolgt von einer Generalpause als Zäsur.
Nach diesem deutlichen Einschnitt beginnt die Reprise (Takt 264 ff.), die nach der Themenvorstellung gleich mit einer Variante der Forte-Passage einsetzt. Nach der Piano-Passage (nun in der Tonika Es-Dur) und der Schlussgruppe fügt Haydn ab Takt 350 noch eine Coda an, die den Satz mit dem Kopf des Hauptthemas, dem Hornsignal (nun alle Bläser außer der Flöte) und den virtuosen Achtelläufen zum Abschluss bringt. Bei der letzten Spannungssteigerung hat dabei die Pauke – wie am Anfang der Sinfonie – eine wesentliche Rolle.
In der ersten Fassung hatte Haydn noch 16 weitere Takte vorgesehen mit sukzessiver Motivreduktion bis auf zwei Töne. Möglicherweise ist ihm die Verwendung solch traditioneller Techniken in diesem ungewöhnlichen Finale aber dann doch als unpassend erschienen, so dass er sie schließlich gestrichen hat.